# Перемитин, Анатолий Константинович
Анато́лий Константи́нович Переми́тин (род. 27 октября 1986, Искитим, Новосибирская область) — российский игрок в пляжный футбол, нападающий. Мастер спорта России. Чемпион мира 2013 года.

## Биография
Начинал карьеру в мини-футболе за клуб «Сибиряк». С 2011 года играет в пляжный футбол на профессиональном уровне. Выступал за сборную России.

## Достижения
- Чемпион мира (2013)
- Чемпион России (2013)
- Лучший бомбардир Чемпионата России (2013)
- Обладатель Кубка России (2016)
- Победитель Евролиги (2013 и 2014)